# Mária Ivánka
Dans le nom hongrois Ivánka Mária, le nom de famille précède le prénom, mais cet article utilise l’ordre habituel en français Mária Ivánka, où le prénom précède le nom.
Mária Ivánka ou Ivánka-Budinsky est une joueuse d'échecs hongroise née le 23 février 1950 à Budapest, grand maître international féminin depuis 1978 et qui fut neuf fois championne de Hongrie.

## Championne de Hongrie
Mária Ivánka a remporté neuf fois le championnat de Hongrie : six fois de suite de 1967 à 1972, puis en 1974, 1978 et 1986.

## Olympiades
Mária Ivánka a représenté la Hongrie lors de huit olympiades féminines de 1969 à 1986, remportant quatre médailles d'argent par équipe (en 1969, 1978, 1980 et 1986), deux médailles de bronze par équipe (en 1972 et 1982), une médaille d'or individuelle au premier échiquier en 1974, deux médailles d'argent individuelles au deuxième échiquier (en 1978 et 1980) et szuw médailles de bronze individuelles au premier échiquier (en 1969 et 1972).

## Championnats du monde féminins
Mária Ivánka a participé à six tournois interzonaux :
- en 1971, elle fut quatrième ex æquo du tournoi interzonal de Ohrid avec 11 points sur 17 ;
- en 1976, elle fut quatrième ex æquo du tournoi interzonal de Tbilissi avec 6 points sur 10 ;
- en 1979, elle fut septième du tournoi interzonal de Alicante avec 10 points sur 17 ;
- en 1982, elle finit huitième ex æquo de l'interzonal de Bad Kissingen avec 7 points sur 15 ;
- en 1985, elle fut douzième de l'interzonal de Jeleznovodsk avec 5,5 points sur 15 ;
- en 1987, elle fut huitième ex æquo de l'interzonal de Tuzla avec 9 points sur 17.

## Classements mondiaux
Dans les classements internationaux féminins publiés par la Fédération internationale des échecs, Mária Ivánka fut classée trois ans de suite à la sixième place mondiale en  1975, 1976 et 1977. Par la suite, elle fut classée dixième mondiale en 1981 et 1982.